# Église Sainte-Angèle de Saint-Malo
L'église Sainte-Angèle de Saint-Malo est une église située dans le quartier Saint-Sauveur, dans l'arrondissement La Cité-Limoilou, à Québec. Elle est ouverte au culte en 1899.

## Description
Située au 275, rue Marie-de-l'Incarnation, l'église possède une architecture d'inspiration néo-médiévale française. Elle se caractérise notamment par sa brique orangée provenant d'Écosse et son clocher à bulbe coiffé de cuivre.
Ses dimensions sont de 53,3 mètres (175 pieds) de longueur sur 19,5 mètres (64 pieds) de largeur à la nef et 29 mètres (95 pieds) aux transepts avec une voûte en arc surbaissé s'élevant à 15,2 mètres (50 pieds) du sol.

## Histoire

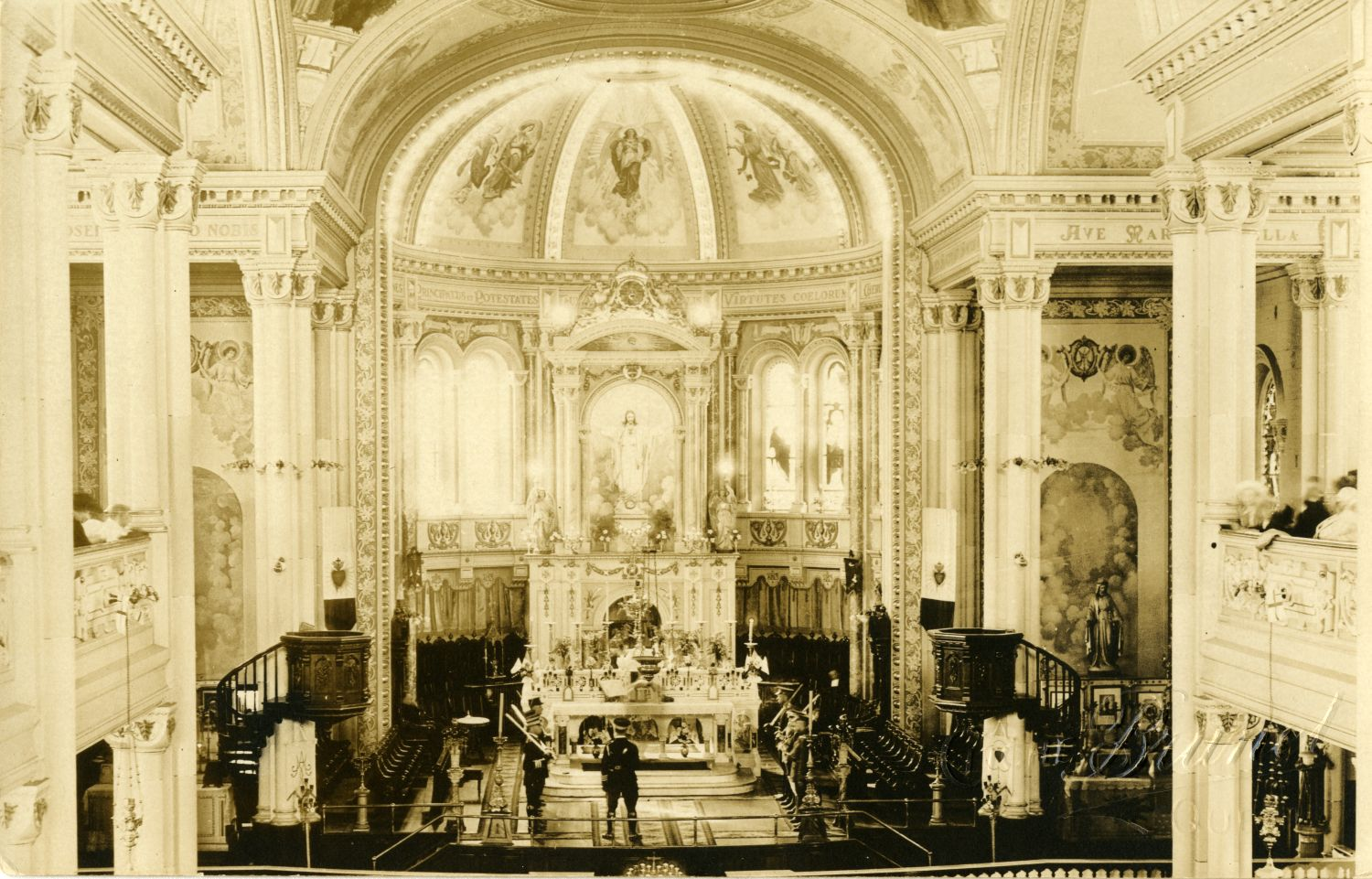
Vue du chœur.

La paroisse Sainte-Angèle est érigée canoniquement le 1er juillet 1898 à la demande des habitants du village de Sainte-Angèle, une localité alors aux limites de Québec qui deviendra Saint-Malo avec l'acquisition du statut de municipalité en 1893. L'église est construite sur un terrain offert par les Ursulines de Québec selon les plans des architectes René-Pamphile Lemay et Georges-Émile Tanguay. Elle est inaugurée le 5 février 1899, bénite par l'archevêque Louis-Nazaire Bégin en présence de Simon-Napoléon Parent, maire de Québec.
Le clocher est construit entre 1904 et 1910. L'intérieur est parachevé l'année suivante. Un orgue Casavent de 34 jeux à traction tubulaire est inauguré le 26 mars 1911. Les autels et du mobilier du choeur sont réalisés en 1920-1921. Le presbytère est construit dès 1902, exhaussé d'un étage en 1912 et agrandi en 1919. Il est remplacé en 1950 par un nouveau presbytère d'architecture moderne.
Depuis le 1er janvier 2019, l'église est rattachée à la paroisse Sainte-Marie-de-l'Incarnation.

## Galerie

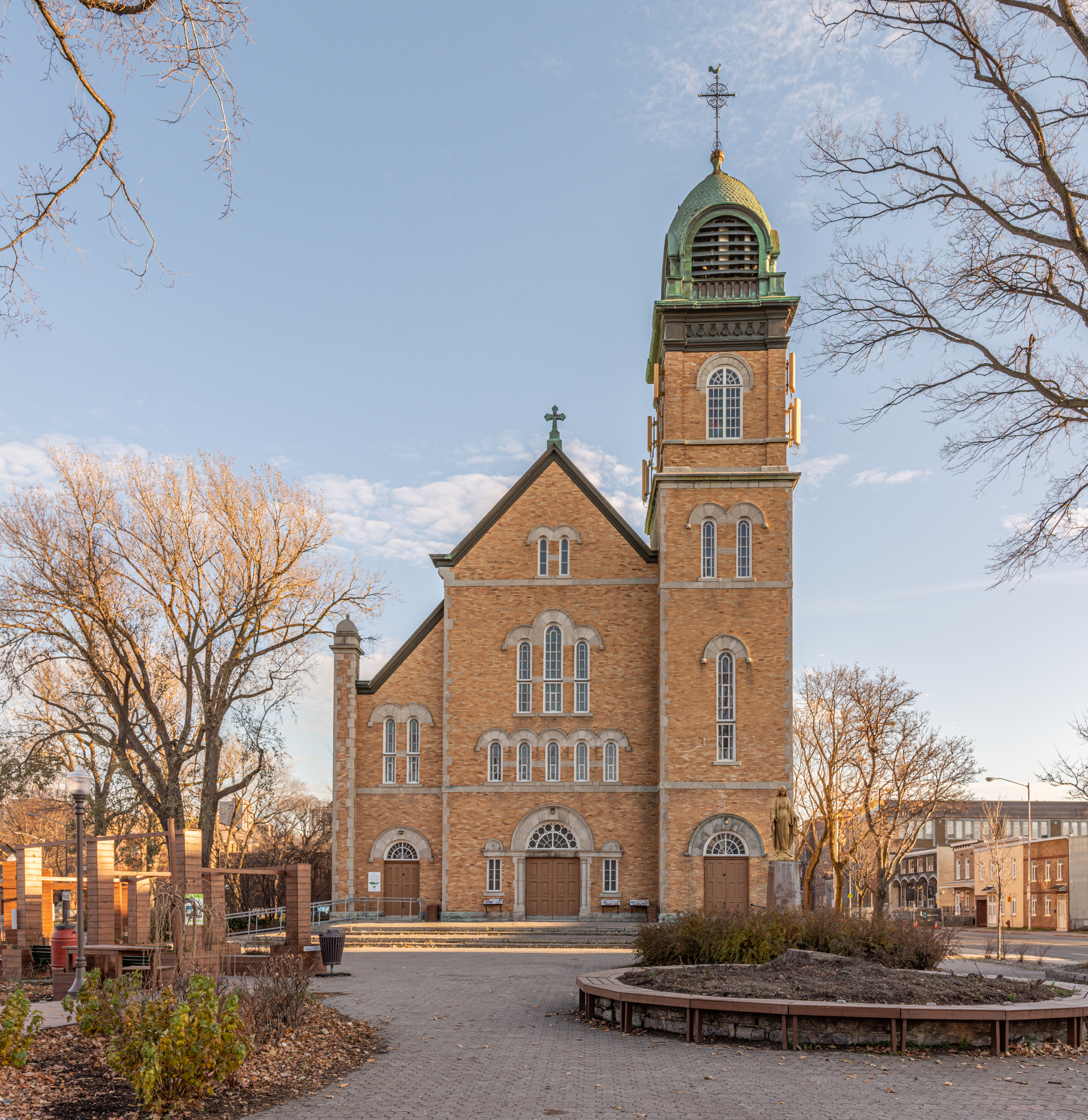
Façade
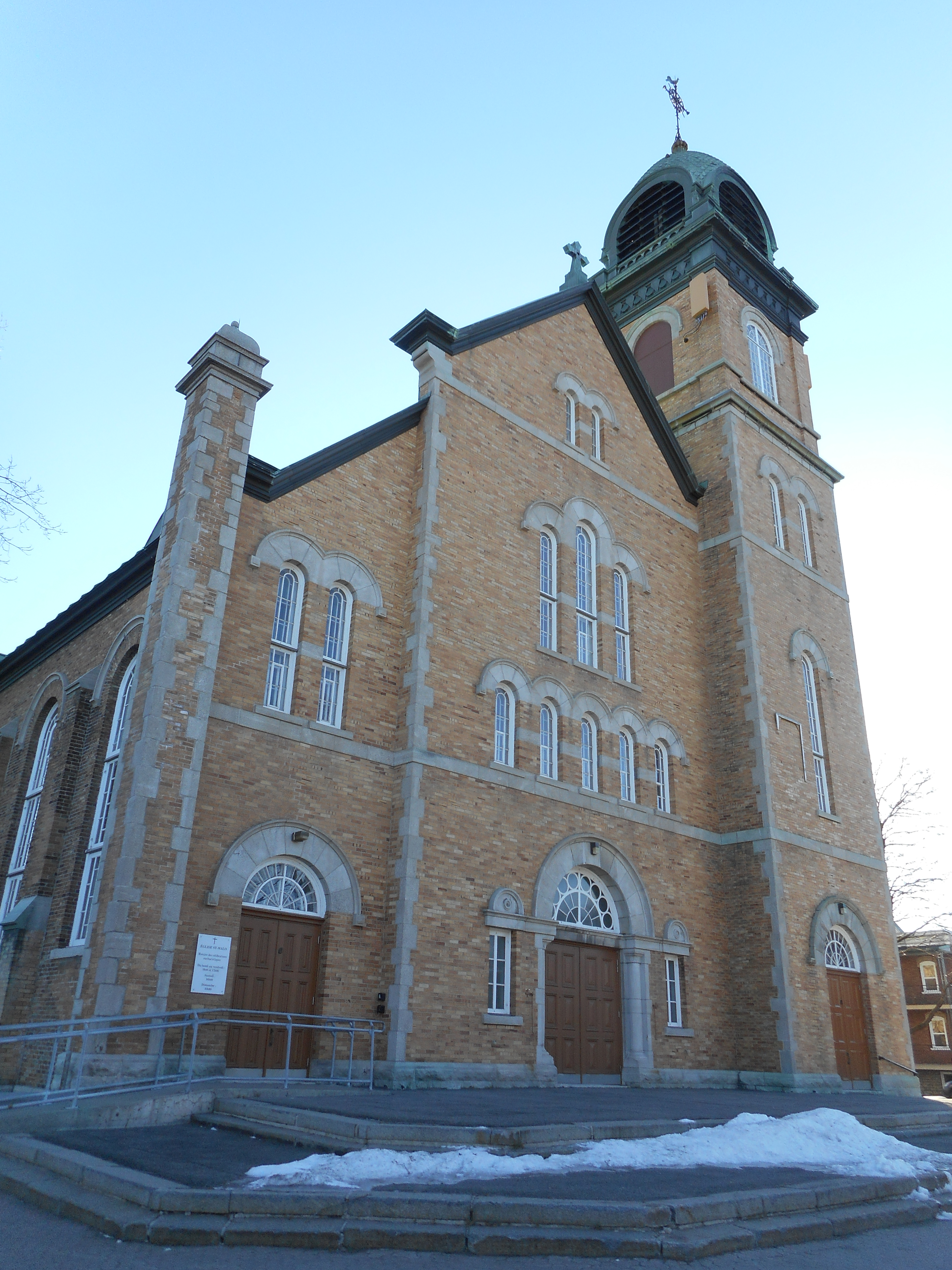
Parvis
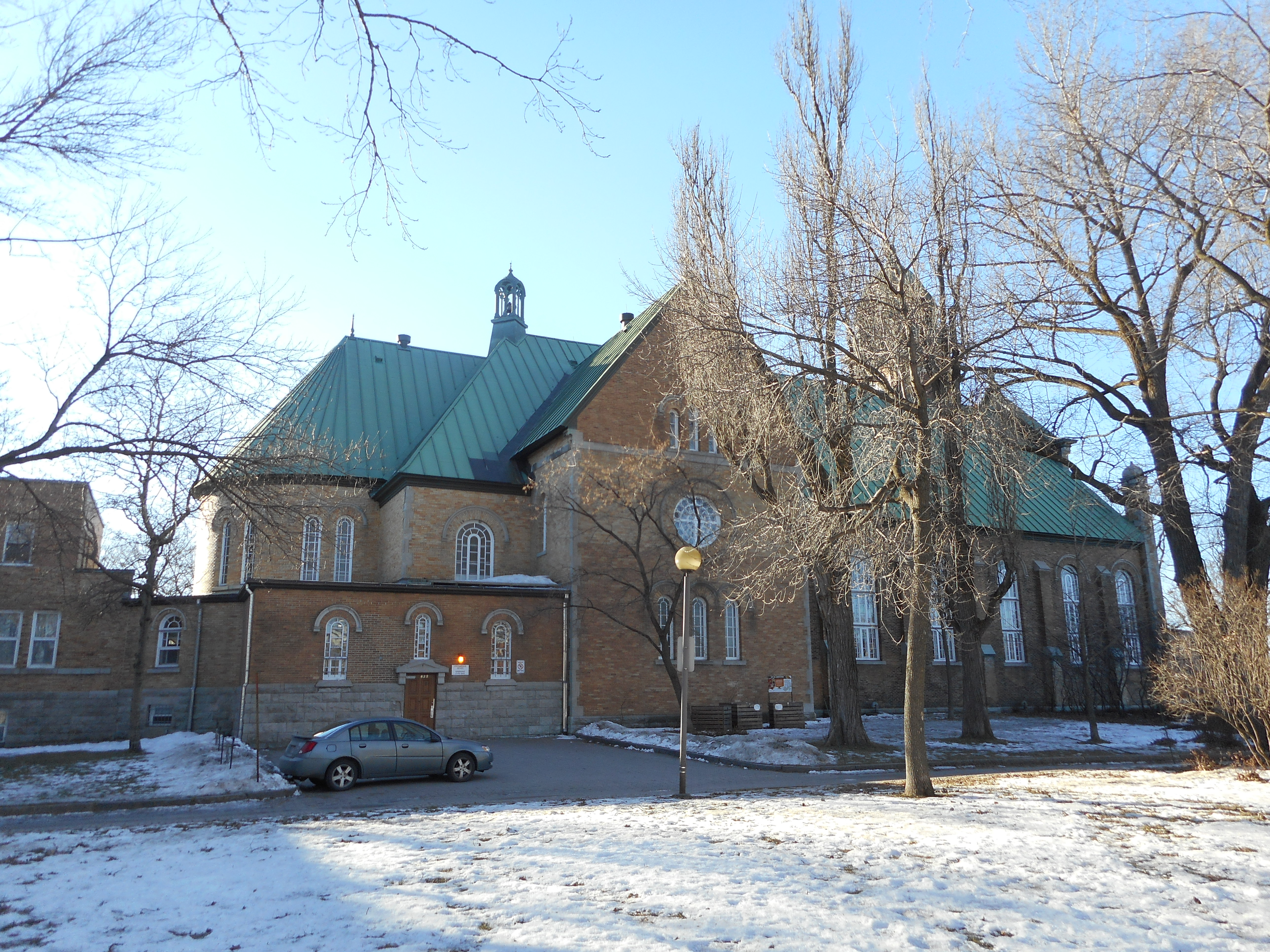
Vue latérale